# Alfred Beamish
Alfred Ernest Beamish (6 de agosto de 1879 - 28 de febrero de 1944) fue un jugador de tenis británico nacido en Richmond, Surrey, Inglaterra. Terminó como subcampeón frente a James Cecil Parke en la final de individuales masculinos de los Campeonatos Australasianos de 1912, futuros Australian Open. Beamish también se asoció con Charles Dixon para ganar la medalla de bronce en la modalidad de dobles bajo techo en los Juegos Olímpicos de Estocolmo de 1912. Fue subcampeón en uno de los primeros grandes torneos de tenis, el Campeonato Mundial de Pista Cubierta en 1921. Compitió también en los Juegos Olímpicos de 1920. Además, fue semifinalista en Wimbledon en 1912 y 1914. Beamish estuvo casado con Geraldine Beamish, semifinalista individual en Wimbledon.

## Carrera
Alfred Beamish, educado en la escuela Harrow, fue hijo de un abogado y procurador irlandés cuyo abuelo participó en la guerra de Independencia de los Estados Unidos. Debutó en Queen's Club en 1903 y al año siguiente hizo su primera aparición en Wimbledon. Alcanzó las semifinales de individuales masculinos dos veces: primero en 1912, donde perdió ante Arthur Gore en cuatro sets, y luego en 1914, siendo derrotado por el eventual campeón Norman Brookes de Australia en sets corridos. En 1912, en pareja con James Parke de Irlanda, llegó a la final de dobles masculinos All-comer’s, pero perdieron en cinco sets ante Herbert Roper Barrett y Charles Dixon, después de liderar por dos sets a uno. Beamish y Parke alcanzaron nuevamente la final All-comer’s en 1913, pero fueron derrotados en tres sets por el par alemán Heinrich Kleinschroth y Friedrich Rahe. Su mejor desempeño en dobles mixtos fue llegar a las semifinales con su esposa Geraldine en 1920, y con Ethel Larcombe al año siguiente.
En asociación con Charles Dixon, Beamish ganó la medalla de bronce en dobles de pista cubierta en los Juegos Olímpicos de 1912. Esta fue su única medalla olímpica a pesar de competir en cinco eventos en los Juegos de 1912 y 1920. Beamish participó en tres ediciones de la Copa Davis en 1911, 1912 y 1920, siendo miembro del equipo de las islas británicas que venció a Australasia en 1912. También fue subcampeón en el predecesor del Abierto de Australia en 1912, perdiendo ante su compañero de dobles James Parke. Beamish también fue subcampeón en el campeonato irlandés en 1909 y 1910. Después de la guerra, donde sirvió en Francia con el Cuerpo de Servicio del Ejército, Beamish llegó a la final del campeonato mundial de pista cubierta en Copenhague en 1921, pero perdió ante William Laurentz en sets corridos. Su esposa Geraldine, con quien se casó en 1911, ganó la medalla de plata en dobles femeninos en los Juegos Olímpicos de 1912 y fue finalista en dobles femeninos en Wimbledon en 1921, aunque sí ganó cinco títulos en el campeonato mundial de pista cubierta entre 1919 y 1923.

## Finales de Grand Slam

### Individuales (1 subcampeonato)
| Resultado | Año  | Campeonato                 | Superficie | Oponente          | Resultado               |
| --------- | ---- | -------------------------- | ---------- | ----------------- | ----------------------- |
| Pérdida   | 1912 | Campeonatos Australasianos | Césped     | James Cecil Parke | 6–3, 3–6, 6–1, 1–6, 5–7 |

### Dobles (1 subcampeonato)
| Resultado | Año  | Campeonato                 | Superficie | Compañero   | Oponentes                       | Resultado     |
| --------- | ---- | -------------------------- | ---------- | ----------- | ------------------------------- | ------------- |
| Pérdida   | 1912 | Campeonatos Australasianos | Césped     | Gordon Lowe | James Cecil Parke Charles Dixon | 6–4, 6–4, 6–2 |